# Тюркська рада
Тю́ркська ра́да (азерб. Türk Şurası, каз. Түрік кеңесі, кирг. Түрк кеңеш, тур. Türk Keneşi, узб. Turkiy Kengash, англ. Turkic Council) — міжнародна організація, що об'єднує тюркомовні держави. Створена 3 жовтня 2009 року. Вона була створена з метою зближення політичних поглядів, обміну інформацією, пропаганди тюркської культури, розширення економічних зв'язків, реалізації спільних проектів, знаходження шляхів вирішення проблем тюркського світу, тощо.
24 грудня 2014 року у щойно відкритому центральному офісі Об'єднаної Діаспори Азербайджанців України розпочало діяльність регіональне діаспорське представництво Тюркської Ради. Головним координатором обрано керівника Об'єднаної Діаспори Азербайджанців України — Хікмета Джавадова. Місце розташування: Київ, пр. Червонозоряний, 72.

## Члени
| Країна      | Населення         | Площа            | ВВП            | ВВП на душу населення |
| ----------- | ----------------- | ---------------- | -------------- | --------------------- |
| Азербайджан | 9 111 тис. осіб   | 86,6 тис. км²    | $94,318 млрд.  | $11,674 тис.          |
| Казахстан   | 16 197 тис. осіб  | 2 724,9 тис. км² | $192,800 млрд. | $20,609 тис.          |
| Киргизстан  | 5 482 тис. осіб   | 199,9 тис. км²   | $12,101 млрд.  | $2,253 тис.           |
| Туреччина   | 72 561 тис. осіб  | 783,5 тис. км²   | $960,500 млрд. | $13,301 тис.          |
| Узбекистан  | 27 606 тис. осіб  | 447,4 тис. км²   | $86,1 млрд     | $3,248 тис.           |
| Разом:      | 144 074 тис. осіб | 4,242 тис. км²   | $1136 млрд.    | $13,718 тис.          |

## Спостерігачі
| Країна                               | Рік приєднання | Населення | Площа (км²) | ВВП          | ВВП на душу населення |
| ------------------------------------ | -------------- | --------- | ----------- | ------------ | --------------------- |
| Угорщина                             | 2018           | 9,709,786 | 93,030      | 197,813 млрд | $20,335               |
| Туркменістан                         | 2021           | 6,341,855 | 491,210     | 76,591 млрд  | $12,273               |
| Турецька Республіка Північного Кіпру | 2022           | 382,836   | 3,355       | 4,234 млрд   | $14,942               |

## Можливі нові члени та спостерігачі
Міністр закордонних справ Туреччини Мевлют Чавушоглу оголосив, що Туркменістан, який наразі є державою-спостерігачем, може стати повноправним членом під час саміту в Самарканді в листопаді 2022 року.
У 2020 році заступниця міністра закордонних справ України Еміне Джапарова заявила, що Україна прагне стати спостерігачем.
3 травня 2021 року Ісламська Республіка Афганістан офіційно подала заявку на набуття статусу спостерігача. Зверніть увагу, що це було незадовго до того, як таліби замінили Ісламську Республіку Афганістан своїм Ісламським Еміратом Афганістан, залишивши статус заявки на статус спостерігача невизначеним.

## Парламентська асамблея
Перше пленарне засідання відбулося 29 вересня 2009, в Баку. На другому пленарному засіданні, яке відбулося 27-28 квітня 2011 в Астані, головування в асамблеї перейшло від Азербайджану до Казахстану, прийнято рішення про надання статусу спостерігача в асамблеї Парламентському союзу країн-членів Організації ісламського співробітництва.